# ポグソン (クレーター)
ポグソン (Pogson) は、南の海の東端に位置するクレーターであり、月の裏側にある。天体の明るさを表す尺度である等級を数学的に定義した19世紀のイギリスの天文学者ノーマン・ポグソンにちなんで名づけられた。
ポグソンの北東にはビエルクネスが、ポグソンの南西にはレベデフが位置しており、ポグソンの東にはファン・デル・ワールスが、ポグソンの西にはラムが位置している。
ポグソンの周壁は円形に近く、わずかに侵食が見られる。南の周壁と北東の周壁には小さなクレーター痕が存在する。ポグソンの底面は平坦であり、アルベドは周囲の地形よりも低い。

## 従属クレーター
ケーンのごく近くにある小さな無名のクレーターについては、アルファベットを付加することによって識別される。
| 名称 | 月面緯度     | 月面経度      | 直径  |
| ---- | ------------ | ------------- | ----- |
| C    | 南緯 41.5 度 | 東経 111.5 度 | 20 km |
| F    | 南緯 42.0 度 | 東経 114.6 度 | 35 km |
| G    | 南緯 42.7 度 | 東経 112.7 度 | 39 km |